# 奧特湖
49°34′20″N 9°4′26″E / 49.57222°N 9.07389°E

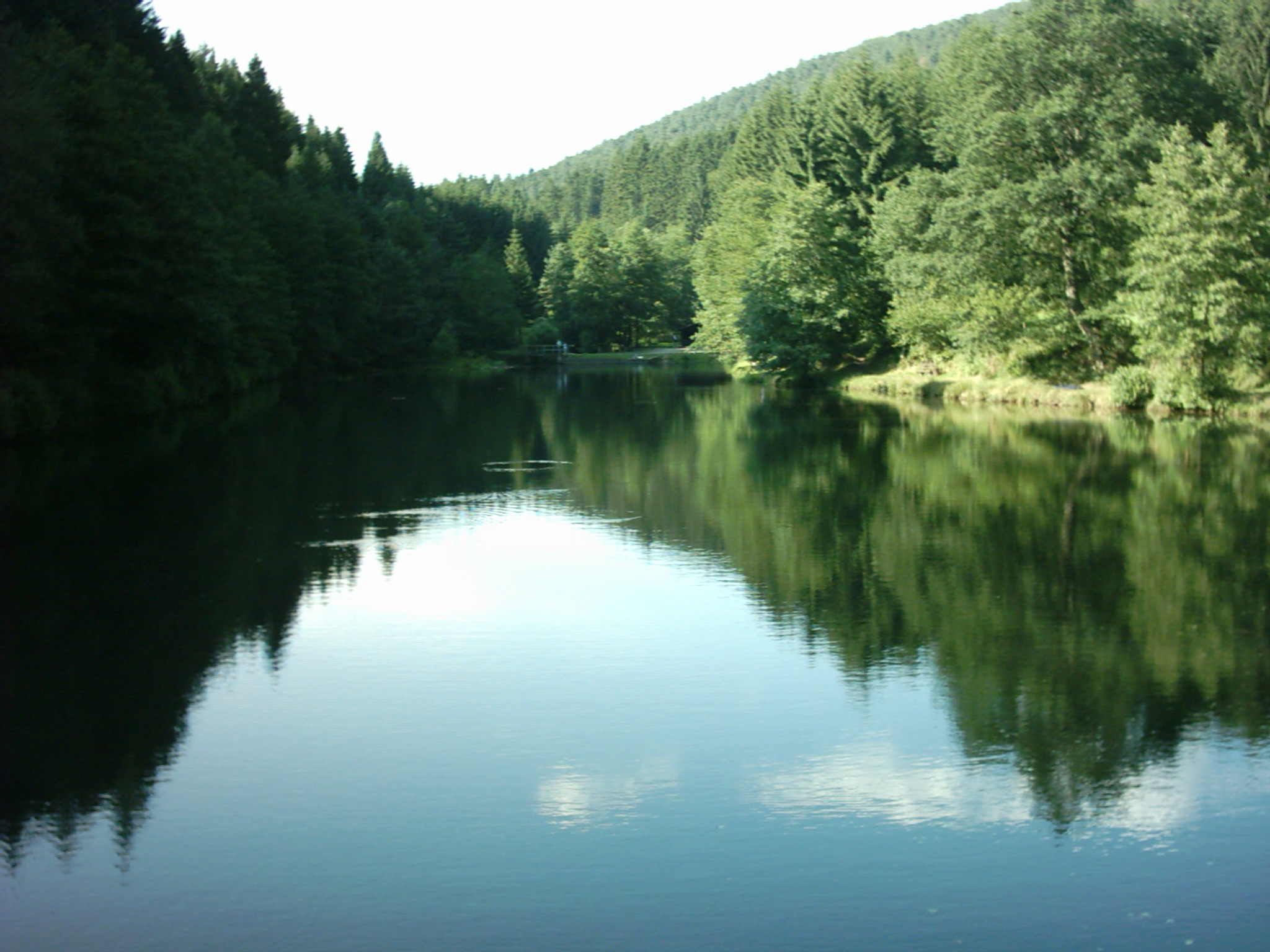

奧特湖（德語：Eutersee），是德國的水庫，位於該國中部，由黑森州負責管轄，處於歐登瓦德山地區，落成於1971年，該水庫長0.21公里、寬0.07公里，面積0.01平方公里。